# Phineas en Ferb Cliptastische Top Tien
"Phineas en Ferb Cliptastische Top Tien" is de drieënzeventigste aflevering van Phineas en Ferb. De aflevering werd in Amerika uitgezonden als de 17e aflevering op 12 oktober 2009 op Disney XD en 16 oktober 2009 op Disney Channel. In Nederland verscheen de nagesynchroniseerde versie op 28 maart 2010 op Disney XD tijdens een Phineas en Ferb marathon die geheel in het teken stond van deze aflevering. Deze marathon kreeg dan ook de naam: "Phineas & Ferb Cliptastic Marathon".
De aflevering wordt gepresenteerd door Dr. Doofenshmirtz en Majoor Monogram. Dit omdat in de Engelstalige versie van de serie de stemmen van deze twee personages gedaan worden door respectievelijk Dan Povenmire en Jeff "Swampy" Marsh; de bedenkers van de serie. In de Nederlandse versie worden de stemmen door Bob van der Houven en Rob van de Meeberg gedaan. Dr. Doofenshmirtz maakt een apparaat dat iedereen hersenspoelt door middel van een muziekvideo die voor eeuwig in iemands hoofd blijft steken. Phineas en Ferb hebben een kleine rol in deze aflevering (met uitzondering van de liedjes). Dit is de enige aflevering waarin Candace niet verschijnt (met uitzondering van de liedjes).
De aflevering is geschreven door Scott Peterson en gestoryboard door Jon Barry. Zoals altijd werd het geregisseerd door co-bedenker Dan Povenmire.

## Plot
De aflevering wordt gestart met Majoor Monogram en Dr. Doofenshmirtz, die de aflevering presenteren, ze lopen over het podium om de clipjes aan te kondigen. Ze stellen zichzelf eerst voor waarbij Dr. Heinz Doofenshmirtz wil weten of Majoor echt Francis heet. Na een paar opmerkingen van Doofenshmirtz start Majoor Monogram (Francis Monogram) het eerste clipje: clip nummer 10. Na deze video probeert Monogram cool te zijn (waarvan Doofenshmirtz zegt dat Francis niet echt met die taal weg komt). Kort hierna gaan ze verder met clip nummer 9. Na dit clipje gaan we terug naar Monogram die de iemand uit het publiek introduceert, hoewel ze onmiddellijk weg wordt geduwd door de grootste Phineas en Ferb fan, Irving (uit de aflevering "Verstoppertje"). Hij roept: "Phineas en Ferb! Woehoe!" Na een vraag over de teksten (die nog worden geschreven op ouderwets papier), zien we dat de teksten worden geschreven door een aap (Agent A) die alle teksten typt op een typemachine, waarop Doofenshmirtz zegt dat: "de meeste kinderen die kijken nog nooit een typemachine gezien hebben," waarop Majoor Monogram antwoordt: "We moesten bezuinigen." Voordat er andere opmerkingen gemaakt kunnen worden, kondigt Majoor Monogram clip nummer 8 aan (met het gebruik van het woord "band", waar Doofenshmirtz weer op reageert).
Na videoclip nummer 8 introduceert Doofenshmirtz zijn nieuwste uitvinding voor de Phineas en Ferb Cliptastische Top Tien: "De Muziek-Video-Clip-Inator." Daarna onderbreekt Monogram hem in zijn midden achtergrondverhaal, door de zin: "We hebben geen tijd voor een emotioneel schadelijk achtergrondverhaal." Waarop Doofenshmirtz reageert: "Jij verdiend een emotioneel schadelijk voorgrond verhaal." Hierop antwoordt Monogram: "Oké, dat slaat dus helemaal nergens op." Dan zegt Doofenshmirtz dat het ook nergens op hoeft te slaan, omdat hij een monster truck heeft (verwijzend naar de aflevering "Racebeest"). Terwijl hij weg rijdt (over de voeten van Majoor Monogram) laat Monogram clip 7 beginnen. Daarna zien we dat Doofenshmirtz tegen zichzelf praat over zijn uitvinding. Hij zegt dat het niet alleen een "Muziek-Video-Clip-Inator" is, maar ook een "Hersen-Control-Inator". Omdat hij ziet dat de camera op hem gericht is, zegt hij dat hij het had over "Clowns en alligators". Hij laat zien dat het waar is wat hij zegt en daarna gaan we door met clip 6. Na deze clip doet Majoor Monogram weer een poging om cool te zijn. Daarna laat hij Agent P opkomen en vraagt wat hij van de show vindt. Daarop antwoordt hij met zijn standaard geluidje en vertrekt. Ondertussen vraagt Phineas aan Ferb waar Perry is, waarop Ferb antwoordt dat hij een gastoptreden bij een videoclipshow heeft. Dan zegt Phineas, "Leuk voor hem". Nadat Perry is vertrokken, zegt Majoor Monogram dat Perry's antwoordt perfect was om de volgende clip te starten, en kondigt dan ook de volgende clip aan; clip nummer 5. Na deze video herinnerd Doofenshmirtz zich dat de reclame komt en daarna de top 4 gekozen Phineas en Ferb liedjes. Dan zegt hij: "Plus een speciale clip, voor het onderwerpen van de hele regio". Hij merkt dat de camera op hem gericht staat en zegt "Over het ontwerpen van een taartplateau", dat klopt ook. Hij legt uit dat het een huwelijksgeschenk was die hij had gekregen bij zijn echtscheiding. Dan zegt hij: "Dat klopt dames, ik ben beschikbaar", en dan volgt de reclame.
Wanneer de show weer begint, blijkt het dat Majoor Monogram betaald wordt voor het maken van de show, terwijl Doofenshmirtz het doet als taakstraf. Vervolgens starten ze clip 4. Zodra deze clip voorbij is, verteld Majoor Monogram dat hij geen sokken draagt en zien we Kees tijdens het drogen van Majoor Monogram's sokken. Dan start videoclip 3. Daarna wordt Doofenshmirtz gezien met zijn uitvinding. Monogram vraagt wat Doofenshmirtz toch allemaal aan het doen is. Doofenshmirtz antwoordt met: "Jou val," en stopt Monogram in een kooi. Voordat de volgende clip start, vraagt Majoor Monogram aan Kees waar Agent P is. Kees antwoordt dat hij in de green room is, waarop Majoor Monogram sarcastisch antwoordt: "Nou, dat maakt het wel gemakkelijk." Dit omdat Agent P ook groen is. Na clip #2, onthuld Doofenshmirtz dat, wanneer de machine zijn video afspeelt, de video "Wetenschappelijk is ontworpen, om in je hoofd te blijven steken, voor eeuwig." Dan speelt Doofenshmirtz zijn eigen clip af (wat gewoon Doofenshmirtz is met een rare rode bril die herhalend zingt: "Mijn naam is Doof en je doet wat ik zeg. Whoop whoop.") In de Whoop Whoop scène gaat Doofenshmirtz op en neer met zijn armen en staat hij op een groenblauwe achtergrond. Al snel is het publiek in de greep van deze video. Kort daarna komt Perry en werpt de CD uit de machine. Op dat moment probeert Doofenshmirtz hem weer terug te werpen, maar dit wil niet omdat Perry hem er steeds weer uitwerpt. Hoewel deze strijd blijft doorgaan, zegt Doofenshmirtz: "Ik zweer je, van alle waterzoogdieren waar ik mee om ga, ben jij wel de meest dwarsliggende." Vervolgens gaat het publiek af op Perry, die aan het gordijn trekt om de laatste videoclip te onthullen. Hierna roept Doofenshmirtz: "Nee! Niet de tot nummer 1 verkozen Phineas en Ferb lied! De verlengde versie, nog nooit vertoond! Niet die!" Hierna spelen de 'Phineas en de Ferb-Tones' (uit de aflevering "Flopsterren") de verlengde versie van het lied "Gitchee Gitchee Bow". Tijdens dat lied valt Perry Doofenshmirtz aan. Na deze clip bedankt Majoor Monogram Perry voor het opsluiten van Doofenshmirtz, dat de hele regio gered is en dat de top tien afgerond is. Voor de aflevering eindigt, vraagt Majoor Monogram Doofenshmirtz gedag te zeggen tegen het publiek en Doofenshmirtz' reactie is: "Op een dag kom ik weer uit deze kooi, maar dan heet jij nog steeds Francis." De aflevering eindigt met een stukje van 'E.I.M.B. Eekhoorns In Mijn Broek' tijdens de aftiteling.

## Clipjes
De liedjes zijn gekozen door kijkers van over de hele wereld. Ze mochten 10 liedjes uit een top 20 kiezen.
| Plaats | Liedjes                                       | Karakter                                                                          | Aflevering                                |
| ------ | --------------------------------------------- | --------------------------------------------------------------------------------- | ----------------------------------------- |
| 10     | "Doe Mee Met De Betty's"                      | De Betty's                                                                        | "Doe mee met de Betty's"                  |
| 09     | "Koningin Van Mars"                           | Candace Flynn & De Marsianen                                                      | "Voorwaarts Mars Opnieuw"                 |
| 08     | "Ik Heb Geen Ritme"                           | Sherman en Phineas Flynn                                                          | "Joh, we brengen de band weer bij elkaar" |
| 07     | "Ik Hou Van Je, Mam"                          | Candace Flynn, Phineas Flynn, Ferb Fletcher en de Padvindsters in de achtergrond. | "Mam's verjaardag"                        |
| 06     | "S.U.P.E.R. F.O.U.T"                          | Candace Flynn & de klanten van de breiwinkel.                                     | "Circus Sensatie"                         |
| 05     | "E.I.M.B. Eekhoorns in mijn Broek" (Verlengd) | 2 Gasten in het Park en Candace                                                   | "Kermillians Komeet"                      |
| 04     | "Kleine Broertjes"                            | Stacy Hirano                                                                      | "Eindelijk"                               |
| 03     | "Ik Krijg je" (Verlengd)                      | Candace Flynn en Vanessa Doofenshmirtz                                            | "Het bew-ijs."                            |
| 02     | "Strandtuinfeest"                             | Ferb Fletcher                                                                     | "Strandfeest en tuinkabouters"            |
| 01 1/2 | "Mijn Naam Is Doof"                           | Dr. Doofenshmirtz                                                                 | Nieuw lied                                |
| 01     | "Gitchee Gitchee Bow" (Verlengd)              | Phineas en de Ferb-Tones en Candace                                               | "Flopsterren"                             |

## Productie
"Phineas en Ferb Cliptastische Top Tien" is geschreven door Jon Colton Barry als een verhaal, de storyboards werden aangepast en gemaakt door Scott Peterson. Dit is een van de weinige clip afleveringen van Disney Channel.
Phineas en Ferb maken een korte verschijning (met uitzondering van de muziekclipjes) wanneer Phineas aan Ferb vraagt waar Perry is, waarop Ferb antwoordt dat hij een gastoptreden bij een videoclipshow heeft. Candace komt niet voor in deze aflevering (met uitzondering van de muziekclipjes). De aflevering werd in Amerika op 12 oktober 2009 Disney XD, 16 oktober op Disney Channel en 28 maart 2010 op Disney XD (Nederland) uitgezonden.

## Culturele Referenties
- De omroeping van de opening is een verwijzing naar shows uit de jaren 70 en 80.
- Als Agent A wordt gezien tijdens het typen op de typemachine, is dit een verwijzing naar de stelling van de eindeloos typende apen.
- De monster truck van Doofenshmirtz verwijst naar de aflevering "Racebeest".